# 樂綝
樂綝（？—257年6月4日），三國曹魏將領樂進之子。218年父親逝世，朝廷命樂綝襲其父之爵。為人有其父的勇敢果毅之風。曾参与追杀叛乱的文钦，最後官至揚州刺史。

## 遭殺害
甘露二年五月乙亥日（257年6月4日），壽春三叛中的諸葛誕在造反之初便將樂綝殺害。而後諸葛誕被平定，朝廷下詔悼惜樂綝，追贈衛尉之職，諡愍侯。

## 子
樂綝之子樂肇襲爵广昌亭侯。

## 《三國演義》
在小說中，樂綝是司馬懿帳下的抗蜀將領之一，經常與張遼之子張虎出雙入對。在第一百一十回的諸葛誕之亂中被殺，大致上與史料相符。

## 動漫遊戲
- 三國志姜維傳